# Vizzola Ticino
Vizzola Ticino (lombardul: Vizzoeula) település Olaszországban, Varese megyében. Lakosainak száma 587 fő (2023. január 1.). Vizzola Ticino Ferno, Lonate Pozzolo, Marano Ticino, Oleggio, Pombia és Somma Lombardo községekkel határos.

## Népesség
A település népességének változása:
| Lakosok száma | 584  | 579  | 587  |
|               | 2017 | 2018 | 2023 |